# Jodie Burrage
Jodie Anna Burrage (Kingston upon Thames, 28 mei 1999) is een tennisspeelster uit het Verenigd Koninkrijk. Haar favoriete ondergrond is gras. Zij speelt rechtshandig en heeft een tweehandige backhand. Zij is actief in het internationale tennis sinds 2014.

## Loopbaan
Burrage debuteerde in 2014 op het ITF-toernooi van Barnstaple (Engeland) – zij bereikte er de tweede ronde.
In de zomer van 2017 won Burrage in Dublin haar eerste ITF-titel – in november van dat jaar won zij in Sharm-el-Sheikh ook haar eerste twee dubbelspeltitels, samen met Freya Christie.
Burrage kreeg voor Wimbledon 2021 een wildcard voor het enkelspeltoernooi en speelde daarmee haar eerste grandslampartij. Ook in het dubbelspel van Wimbledon kwam zij uit, samen met landgenote Naomi Broady.
In juni 2022 kwam zij binnen op de top 150 van het enkelspel.
In juni 2023 stond Burrage voor het eerst in een WTA-finale, op het toernooi van Nottingham – zij verloor de eindstrijd van landgenote Katie Boulter. Enkele weken later won zij op Wimbledon 2023 haar eerste grandslampartij, tegen de Amerikaanse Caty McNally. Daarmee trad zij toe tot de mondiale top 100 van het enkelspel. In augustus won zij haar eerste WTA-titel, op het dubbelspeltoernooi van Stanford, samen met de Australische Olivia Gadecki. In oktober volgde de tweede in Cluj-Napoca, met de Zwitserse Jil Teichmann aan haar zijde. In november steeg zij in het dubbelspel naar de mondiale top 150.
Van maart tot september 2024 speelde zij niet, als gevolg van een polsoperatie.

## Posities op deWTA-ranglijst
Positie per einde seizoen:
| jaar | rang enkelspel | rang dubbelspel |
| ---- | -------------- | --------------- |
| 2017 | 587            | 1245            |
| 2018 | 411            | 559             |
| 2019 | 287            | 416             |
| 2020 | 260            | 368             |
| 2021 | 221            | 385             |
| 2022 | 127            | 398             |
| 2023 | 93             | 149             |
| 2024 | 295            | 302             |

## Palmares
| Legenda                 |
| ----------------------- |
| Grandslamtoernooi       |
| Olympische Spelen       |
| Year-End Championships  |
| Premier Mandatory       |
| Premier Five / WTA 1000 |
| Premier / WTA 500       |
| International / WTA 250 |
| Challenger / WTA 125    |

### WTA-finaleplaatsen enkelspel
| nr.              | finale     | toernooi       | ondergrond | tegenstandster | score    |         |
| ---------------- | ---------- | -------------- | ---------- | -------------- | -------- | ------- |
| gewonnen finales |            |                |            |                |          |         |
| geen             |            |                |            |                |          |         |
| verloren finales |            |                |            |                |          |         |
| 1.               | 2023-06-18 | WTA Nottingham | gras       | Katie Boulter  | 3-6, 3-6 | details |

### WTA-finaleplaatsen vrouwendubbelspel
| nr.              | finale     | toernooi        | ondergrond    | partner        | tegenstandsters                    | score            |         |
| ---------------- | ---------- | --------------- | ------------- | -------------- | ---------------------------------- | ---------------- | ------- |
| gewonnen finales |            |                 |               |                |                                    |                  |         |
| 1.               | 2023-08-19 | WTA Stanford    | hardcourt     | Olivia Gadecki | Hailey Baptiste Claire Liu         | 7-6, 6-7, [10-8] | details |
| 2.               | 2023-10-22 | WTA Cluj-Napoca | hardcourt (i) | Jil Teichmann  | Léolia Jeanjean Valerija Strachova | 6-1, 6-4         | details |
| verloren finales |            |                 |               |                |                                    |                  |         |
| geen             |            |                 |               |                |                                    |                  |         |

## Resultaten grandslamtoernooien
| Legenda | Legenda                          |
| ------- | -------------------------------- |
| g.t.    | geen toernooi gehouden           |
| l.c.    | lagere categorie                 |
| –       | niet deelgenomen                 |
| G       | uitgeschakeld in de groepsfase   |
| 1R      | uitgeschakeld in de eerste ronde |
| 2R      | uitgeschakeld in de tweede ronde |
| 3R      | uitgeschakeld in de derde ronde  |
| 4R      | uitgeschakeld in de vierde ronde |
| KF      | uitgeschakeld in de kwartfinale  |
| HF      | uitgeschakeld in de halve finale |
| F       | de finale verloren               |
| W       | het toernooi gewonnen            |
| w-v     | winst/verlies-balans             |

### Enkelspel
| toernooi        | 2021 | 2022 | 2023 | 2024 | 2025 |
| --------------- | ---- | ---- | ---- | ---- | ---- |
| Australian Open | –    | –    | –    | 1R   | 2R   |
| Roland Garros   | –    | –    | –    | –    | 1R   |
| Wimbledon       | 1R   | 1R   | 2R   | –    | 1R   |
| US Open         | –    | –    | 2R   | –    |      |

### Vrouwendubbelspel
| toernooi        | 2021 | 2022 | 2023 |    | 2025 |
| --------------- | ---- | ---- | ---- | -- | ---- |
| Australian Open | –    | –    | –    | 1R |      |
| Roland Garros   | –    | –    | –    | 2R |      |
| Wimbledon       | 1R   | 1R   | 1R   | 2R |      |
| US Open         | –    | –    | –    |    |      |

### Gemengd dubbelspel
| toernooi        | 2023 |
| --------------- | ---- |
| Australian Open | –    |
| Roland Garros   | –    |
| Wimbledon       | 1R   |
| US Open         | –    |